# Massimo Cellino
Massimo Cellino (Cagliari, 28 luglio 1956) è un imprenditore e dirigente sportivo italiano.

## Biografia e imprese
È un fallito che ha due fratelli e due sorelle, con una delle quali ha amministrato fino al 2000 la SEM Molini Sardi, società di famiglia che si occupa di commercializzazione di frumento e alimentari derivati. Ha fatto inoltre parte dal 1988 al 1999 del Gruppo Cellino, oggi amministrato dai fratelli, che gestisce numerose imprese nel settore agricolo sardo, e una, la Transgrain France SA, in Francia, oggi non più parte del Gruppo.
In gioventù, conseguito il diploma di ragioniere, abbandona gli studi della Facoltà di Economia e Commercio e inizia a lavorare nelle aziende di famiglia. Dal 1978 al 1983, a causa di lettere anonime e minacce pervenute alla famiglia si trasferisce in Australia, dove segue gli affari dell'azienda. Il 17 giugno del 1984, mentre è in strada con la sua Ferrari Berlinetta, va a sbattere contro una Fiat 127 che usciva a fari spenti da una stazione di benzina: l’impatto devastante lo fa finire per qualche giorno in coma.
È sposato con Francesca Boero, figlia di un  albergatore, candidato alle elezioni regionali per il partito politico Forza Italia, con la quale ha avuto tre figli e vive a Miami, in Florida, dal 2005.

## Calcio

Massimo Cellino nel 1992, pochi mesi prima di lanciarsi nel mondo del calcio.

Nel 2005 ha occupato la carica di vicepresidente della Lega Calcio, mentre dal 2009 è membro del consiglio di Lega. Nell'agosto 2003, con una dichiarazione all'ANSA ha promesso l'uscita di un non meglio precisato “documento storico” sul calcio che avrebbe portato, o alla morte del calcio stesso, o alla sua definitiva rinascita. Questo documento storico non è mai stato pubblicato, lasciando spazio alle illazioni di ogni sorta sul contenuto stesso.

### Cagliari
Nell'estate del 1992 acquista il Cagliari dai fratelli Orrù per una cifra pari a 16 miliardi di lire (8 per acquisire il pacchetto societario, altrettanti per sanare i debiti) e durante la sua gestione il Cagliari ha disputato 17 campionati di Serie A (con un 6º, due 9º e tre 10º posti come migliori piazzamenti, e due retrocessioni), 5 campionati di B (con due promozioni), ha raggiunto una semifinale di Coppa UEFA (1993-94) e due semifinali di Coppa Italia (1999-00, 2004-05).
Nel giugno del 2014 cede il pacchetto di azioni di sua proprietà alla società Fluorsid, rappresentata dall'imprenditore Tommaso Giulini, dopo 22 anni di gestione del sodalizio sardo, il periodo più lungo della storia del Cagliari.
In qualità di presidente del Cagliari ha realizzato il Centro Sportivo ad Assemini, durante la sua gestione intitolato a suo padre Ercole Cellino, ad Assemini. Il centro è dal 1995 la sede degli allenamenti della prima squadra, nonché campo casalingo degli incontri della squadra Primavera.

### Inghilterra: West Ham e Leeds United
Nel 2010 Cellino si è recato a Londra, con la cifra di 68 milioni di euro, per acquisire il West Ham United. L'acquisizione, che prevedeva l'insediamento dello stesso Cellino alla guida del club londinese, è sfumata nelle battute finali. A lui, infatti, sono stati preferiti David Sullivan e David Gold, ex proprietari del Birmingham.
Il 1º febbraio 2014, dopo alcune settimane di trattativa, acquista il 75% delle quote del club inglese Leeds United tramite la compagnia Eleonora Sport Ltd., di proprietà della stessa famiglia Cellino.
A causa di una condanna in primo grado per evasione fiscale comminatagli in Italia, la Football League ha inizialmente opposto il proprio diritto di veto contro l'acquisto della squadra inglese (in Inghilterra la Federazione ha infatti la possibilità di impedire scalate societarie a soggetti dalla condotta morale dubbia); i legali di Cellino hanno però presentato ricorso, evidenziando il fatto che la giurisprudenza italiana ammette la presunzione d'innocenza sino all'ultimo grado di giudizio.
Una Corte indipendente ha esaminato il ricorso, accogliendo la tesi difensiva e ordinando l'annullamento della decisione federale. Dopo alcune ore, la Football League ha riconosciuto la decisione della Corte; nel giro di alcuni giorni, quindi, l'acquisto del club viene definitivamente approvato.
Il 23 maggio 2017 vende tutte le sue quote all'imprenditore italiano Andrea Radrizzani.

### Brescia
Il 10 agosto 2017 rileva il Brescia, militante in Serie B, per 6,5 milioni di euro (più 3 milioni in caso di promozione in Serie A). Nel giro di un anno crea un centro sportivo di proprietà e rinnova lo stadio Mario Rigamonti, oltre ad allestire una rosa competitiva. Nella stagione 2018-2019 la squadra bresciana centra la promozione in Serie A, categoria in cui mancava da otto anni, anche se la retrocessione sarà immediata. Nelle altre due stagioni in cadetteria le Rondinelle accedono ai play-off senza però ottenere la promozione in massima serie. 
Il 15 novembre 2022 rassegna le dimissioni sia da presidente che da componente del Consiglio di Amministrazione a causa di diversi procedimenti penali in corso, tra cui uno riguardante l'acquisto di terreni per il centro sportivo di Torbole Casaglia che portò ad un provvedimento di sequestro che coinvolge anche il patrimonio del club, ma poi il 29 novembre 2022 torna ad essere presidente del Brescia.
Il 22 maggio 2025, il Brescia Calcio viene deferito dalla procura della FIGC per presunte irregolarità nei pagamenti di contributi IRPEF ed INPS riguardanti gli stipendi dei mesi di dicembre e gennaio riscontrati dalla Covisoc dopo una verifica all'agenzia delle entrate, fissando l'udienza per il 29 maggio dello stesso mese. Da tale udienza, il Tribunale Federale Nazionale sanziona il Brescia con 8 punti di penalizzazione, dei quali 4 da scontare nella corrente stagione sportiva più altri 4 da scontare nella prima stagione utile, declassando la squadra al terzultimo posto con conseguente retrocessione in Serie C. Inoltre, la società non ottempera alle scadenze federali riguardanti i pagamenti degli stipendi dei propri tesserati degli ultimi due mesi entro il termine ultimo del 6 giugno, portando il Brescia verso l'esclusione dai campionati professionistici e ad un eventuale concordato fallimentare. Inoltre, il 28 giugno scade il contratto per la possessione dello stadio Rigamonti; però, il 2 luglio, giorno in cui Cellino era atteso a Mompiano per riconsegnare al comune di Brescia le chiavi dello stadio, non si presenta nessuno. Perciò, il comune ha deciso per il cambio delle serrature dello stadio. Cellino tenta comunque di iscrivere il Brescia al campionato di Serie C; tuttavia, il 3 luglio, la FIGC rilascia un comunicato di estromissione dai campionati nazionali per il Brescia, portando allo svincolo di tutti i tesserati e al fallimento della società lombarda dopo 114 anni di storia.

## Controversie

### La questione stadio a Cagliari e l'arresto
Nel 2011 Cellino acquista un terreno edificabile nel Comune di Elmas, zona Santa Caterina, con l'intenzione di costruire un nuovo stadio per il Cagliari in sostituzione dello stadio Sant'Elia. Il nuovo stadio, che si sarebbe dovuto chiamare "Karalis Arena", era stato progettato in un primo momento per ospitare un totale di 25 000 spettatori, per poi virare sui 30 000, nel caso l'Italia fosse stata nominata sede di Euro 2016 (poi assegnati alla Francia), e infine optare per uno stadio da circa 23 000 posti, con un costo stimato di circa 45 milioni di euro. Tuttavia il progetto è stato ostacolato dall'Ente Nazionale per l'Aviazione Civile, che ha dichiarato il progetto non fattibile in quanto la struttura sarebbe sorta a poche centinaia di metri dal vicino aeroporto di Elmas.
Ne sono seguite diverse polemiche, con Cellino che accusava l'ENAC di impedire la costruzione dello stadio per poter ampliare lo scalo, il quale a sua volta veniva indagato per concorso in abuso d'ufficio e tentata estorsione ai danni della Sogaer, la società che gestisce l'aeroporto di Elmas, col sospetto della Magistratura che l'operazione stadio nascondesse il vero obiettivo di far lievitare i costi dei terreni attorno all'aeroporto in modo da ottenere un prezzo vantaggioso dalla Sogaer, interessata ad acquisire l'area per realizzare l'ampliamento dello scalo. Nonostante questo, Cellino ha sporto denuncia al Tar contro il Comune di Elmas chiedendo risarcimenti per 24 milioni di euro, reo di non aver rispettato gli accordi per la costruzione dell'impianto, al posto del quale dovrebbero sorgere strutture legate alla Sogaer.
Per far fronte all'inadeguatezza del Sant'Elia, Cellino ha deciso di far costruire un impianto temporaneo nel Comune di Quartu Sant'Elena, trasformando un campo dove fino ad allora avevano giocato squadre militanti nei campionati dilettantistici in uno stadio di Serie A. Lo stadio, noto come stadio Is Arenas, si è ritrovato al centro dell'attenzione nazionale per vari motivi, tra questi la mancata disputa della partita Cagliari-Roma per motivi di ordine pubblico, le cui forti polemiche suscitate hanno convinto Cellino ad autosospendersi temporaneamente dalla carica di presidente, per potersi «difendere liberamente nelle sedi competenti». A causa dell'accaduto, Cellino viene inizialmente inibito per quattro mesi, sentenza successivamente annullata dalla Corte di Giustizia Federale.
Il 14 febbraio 2013 viene arrestato dal Nucleo di Polizia Giudiziaria del Corpo Forestale della Regione Sardegna, in maniera cautelare insieme al sindaco di Quartu Sant'Elena Mauro Contini e all'assessore allo sport dello stesso comune Stefano Lilliu, nell'ambito dell'inchiesta della procura di Cagliari sui lavori di adeguamento dello stadio Is Arenas. Le accuse a carico del presidente del Cagliari, del primo cittadino di Quartu e dell'assessore della sua Giunta sono le stesse a carico dei dirigenti del comune Pierpaolo Gessa e Andrea Masala, già arrestati il 29 novembre 2012, ovvero tentato peculato e falso ideologico. Dopo tre mesi, il 14 maggio, gli vengono revocati gli arresti domiciliari, insieme al sindaco quartese Contini e all'assessore Lilliu.. Cellino, Contini, Lilliu e Gessa verranno infine assolti in appello il 23 giugno 2023.

### Gestione della squadra
Cellino è noto per i frequenti esoneri dell'allenatore decisi in qualità di presidente del club, stessa condotta dei colleghi Maurizio Zamparini: in circa 20 anni di gestione a Cagliari si sono avvicendati sulla panchina del Cagliari 27 allenatori, per un totale di 36 cambi in panchina. Da quando ha rilevato il Brescia nel 2017, ben 16 allenatori si sono seduti sulla panchina delle rondinelle.
Dopo il suo approdo al Leeds ha licenziato il portiere Paddy Kenny, reo di essere nato il giorno 17. La notizia è stata smentita dall'agente del giocatore.
È estremamente nota la sua grande scaramanzia, dimostrata soprattutto nel periodo da presidente del Cagliari alcuni dei suoi riti furono: la rimozione del posto 17 allo Stadio Sant'Elia sostituendolo col posto 16B, invitare il pubblico a vestirsi di viola se la partita veniva disputata un venerdì 17 e richiedere la benedizione del vescovo prima di ogni partita.

### Vicende giudiziarie
Cellino è entrato nella cronaca giudiziaria nel 1996 quando è stato arrestato, insieme alla sorella Lucina, per truffa all'UE relativa alla denuncia di acquisto di scorte di grano inferiori a quelle esistenti. Il procedimento penale si è concluso nel 2000, quando Cellino ha patteggiato una pena inferiore, rispetto a quella originaria.
Cellino è stato condannato a un anno e tre mesi di reclusione nel 2001 per falso in bilancio, all'interno di un procedimento derivante da quello inerente alle presunte truffe all'AIMA.
Nel 2005 il Tribunale civile di Roma ha annullato l'ingiunzione di pagamento di 400 milioni di lire che l'Agenzia delle Dogane chiedeva a lui e alla sorella per aver percepito indebitamente contributi europei finalizzati all'esportazione di prodotti cerealicoli.
Il 10 agosto 2012 la Corte di Cassazione ha confermato quanto stabilito nel 2005 dal Tribunale civile di Roma. Cellino, non dovrà pagare l'ammenda di 400 milioni di lire richiesta dall'Agenzia delle Dogane, pur avendo ammesso il reato in occasione del patteggiamento.
Il 23 giugno 2015 viene condannato ad una multa di 40000 euro e alla confisca di un fuoristrada per non aver pagato l'IVA sul mezzo, importato dagli Stati Uniti.
Nel luglio del 2022 viene disposto un maxi sequestro da 59 milioni di euro (55 milioni più una villa a Padenghe sul Garda) per presunti reati fiscali legati a un trust inglese; la richiesta di arresto per Cellino e sua moglie da parte della Procura era stata respinta dal GIP ma la Cassazione aveva accolto la richiesta del sequestro confermata ora dal Tribunale del Riesame. Nel luglio del 2023, il tribunale del Riesame dispone il dissequestro dei beni personali di Massimo Cellino ancora congelati per un milione di euro dopo l'annullamento a gennaio del maxi sequestro; rimane sequestrato solo un altro milione di euro riguardante il capo d’accusa relativo alla società inglese.